# Kỵ xạ

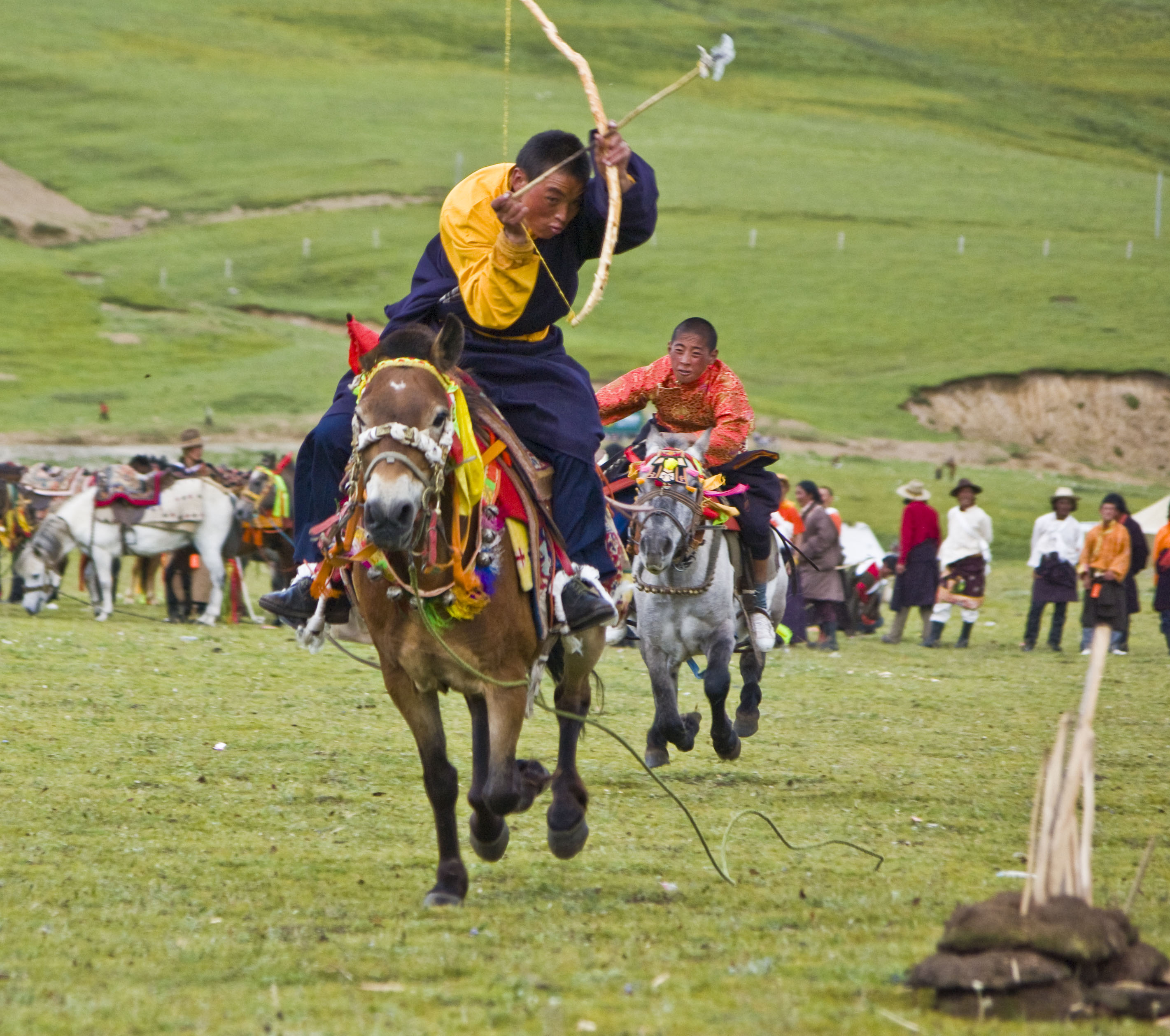
Một kỵ xạ ở Tây Tạng

Kỵ xạ hay còn gọi là Cưỡi ngựa bắn cung (Mounted archery) hay Mã cung thủ (chữ Hán:弓騎兵) là một kỵ sĩ hay kỵ binh được trang bị một cây cung và sử dụng thành thạo việc bắn tên trên lưng ngựa ngay khi ngựa dang phi. Kỵ xạ đôi khi được sử dụng để mô tả các chiến binh sử dụng cung trên các động vật khác (như lạc đà hay voi chiến...). Cưỡi ngựa, bắn cung là một đặc trưng của các chiến binh hay các dũng sĩ ở vùng Trung Á, nhât là các dân tộc sống trên đồng cỏ, thảo nguyên và sau đó là tại thảo nguyên của Mỹ sau khi loài ngựa được sử dụng và người da đỏ biết cưỡi ngựa bắn cung. Trong lịch sử hình ảnh người kỵ binh bắn cung là một trong những biểu tượng cho đoàn quân Mông Cổ hùng mạnh trong thời kỳ Trung cổ, hình ảnh người chiến binh cưỡi ngựa phi nước đại và quay lưng bắn về phía sau làm khiếp đảm đối phương hay hình ảnh các kỵ xạ Hung Nô phi ngựa trổ tài bắn tên đã làm kiếp đảm nhiều dân tộc ở châu Á lẫn châu Âu. Trong lịch sử cũng có nhiều vị tướng, chỉ huy quân sự có tài cưỡi ngựa bắn tên như: Dưỡng Do Cơ của nước Sở (thời Chiến Quốc), Vương Tiễn của nhà Tần, Lý Quảng của nhà Hán, Lã Bố, Hoàng Trung, Mã Siêu thời Tam Quốc, Nhạc Phi thời nhà Tống, Triết Biệt, Mộc Hoa Lê, Tốc Bất Đài, A Bát Xích của Mông Cổ, A Đề Lạp của Hung Nô, Hưng Vũ Vương Hiến, Nguyễn Địa Lô, Phạm Ngũ Lão, Lê Khôi, Quận He của Việt Nam, Nguyên Cửu Lang Nghĩa Kinh (Miyamoto Yoshitsune) của Nhật Bản.

## Lịch sử

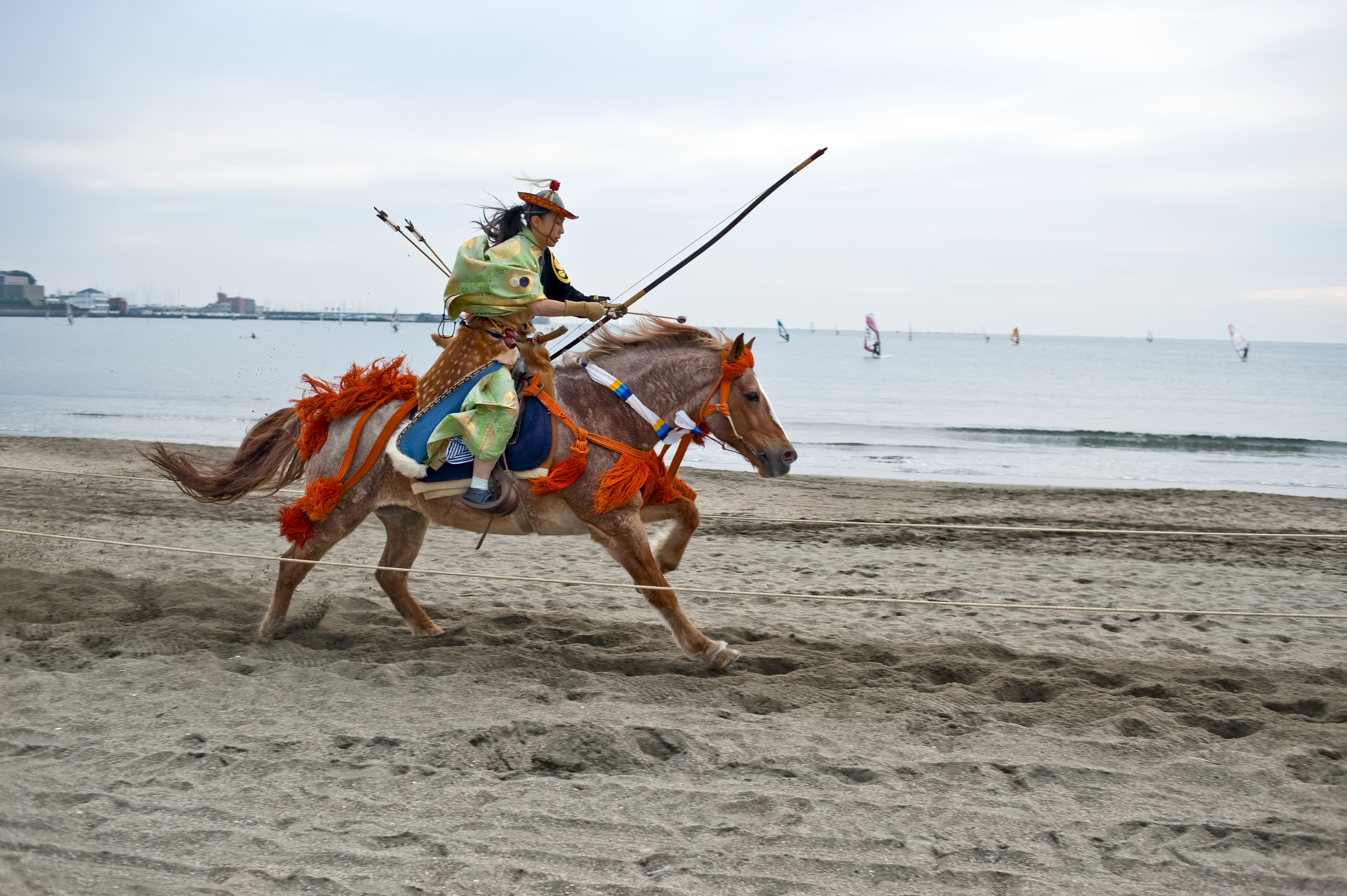
Một Yabusame - kỵ xạ người Nhật

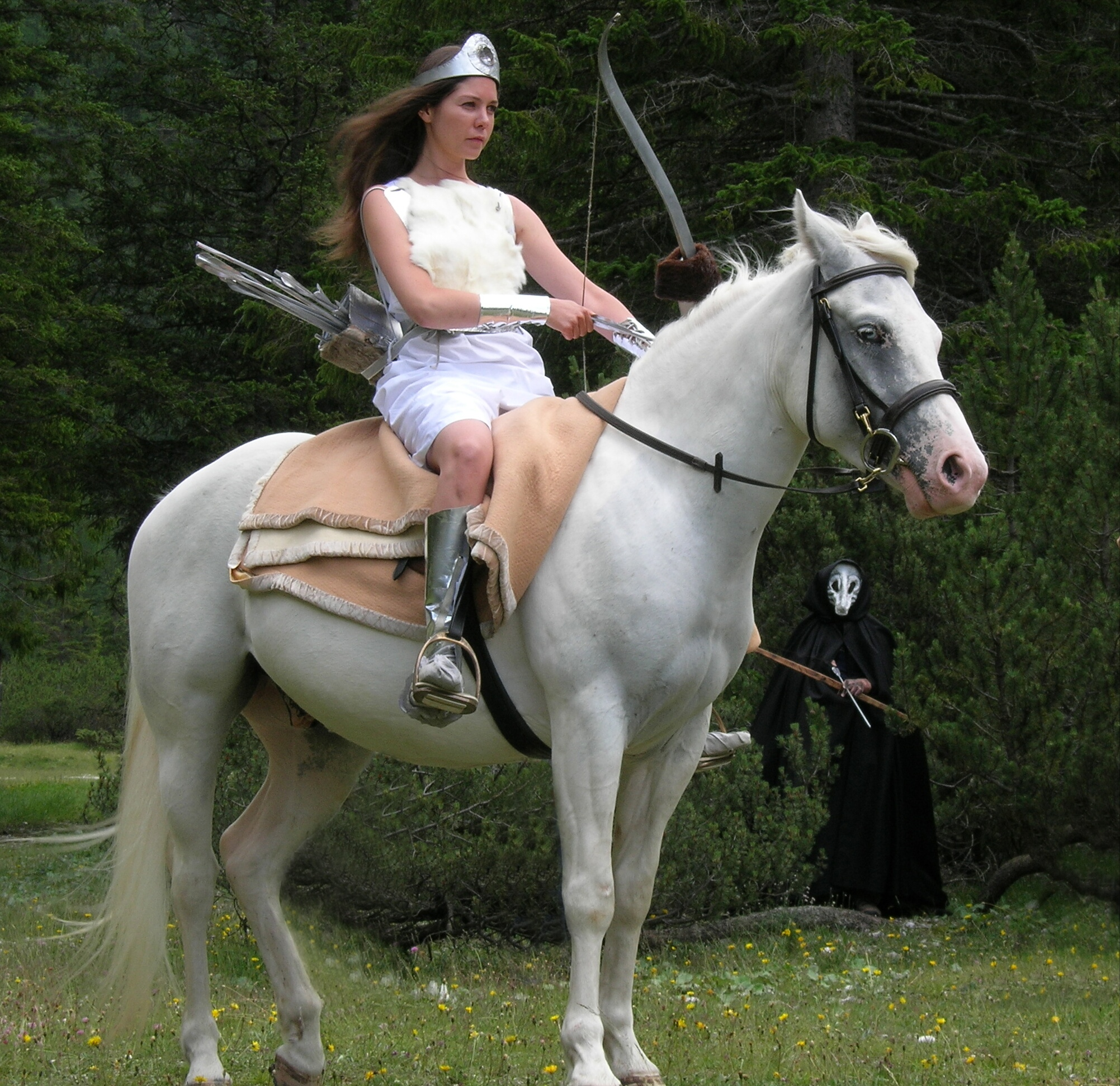
Hoá trang một nữ kỵ xạ

Trong lịch sử có nhiều dân tộc được sử dụng các chiến binh cưỡi ngựa bắn cung để trở thành một lực lượng quân sự chủ lực và là cú đấm quyết định trong các trận chiến như người Nguyệt Chi, người Scythia, Sarmatians, Parthia, người Ba Tư, Sassanids, người Hung (hay Hung Nô), người Hồ, người Khiết Đan, Tây Hạ, người Khương, người Nữ Chân (và sau này là Mãn Châu) người Cumans, Kipchaks, Magyars, Mông Cổ, Thổ Nhĩ Kỳ, Rajputs, chiến binh Hồi giáo Ả rập, người da đỏ Comanches. Kỵ xạ cũng đã được du nhập và áp dụng trong quân đội, đặc biệt là quân đội phong kiến Trung Quốc và La Mã đều du nhập và huấn luyện việc bắn cung ngựa. Riêng người Trung Quốc du nhập loại hình xạ kỵ này từ thời Triệu Vũ Linh Vương với cuộc cải cách "Hồ phục kỵ xạ". Một số quân đội đã có những binh chủng chuyên cưỡi ngựa bắn cung như quân đội Mông Cổ, Bát Kỳ của nhà Thanh, hay Hoắc gia quân của nhà Hán.... Cưỡi ngựa bắn cung dần trở thành chuyên nghiệp trong quân đội thời đó (nghề cung ngựa) và cũng là một nôi dung thi tuyển, huấn luyện quân đội. Cưỡi ngựa bắn cung cũng đặc biệt vinh danh trong truyền thống võ sĩ đạo của Nhật Bản được gọi là Yabusame. Ngựa bắn cung chưa bao giờ được sử dụng rộng rãi ở phía nam sa mạc Sahara ở châu Phi, nơi mà các hệ sinh thái không phù hợp cho ngựa sinh sống. 

## Mông Cổ
Người Mông Cổ từ xa xư vốn nổi tiếng về tài cưỡi ngựa-bắn cung, trong lịch sử, vó ngựa và cánh cung của họ từng là bá chủ thế giới, tài cưỡi ngựa điêu luyện của kỵ binh Mông Cổ từng là vô địch thiên hạ. Những kỵ binh Mông Cổ có thể dùng tay để bắn tên theo bất kỳ hướng nào ngay trên lưng ngựa với độ chính xác rất cao, họ có thể nhoài người bắn tên về phía trước, ôm ngựa để nhặt đồng xu, kỹ thuật điêu luyện, thuần thục. Bên cạnh đó thì kỹ năng bắn cung của những chiến binh hoàn toàn có thể nhắm trúng mục tiêu khi đang phi ngựa, có thể bắn tên theo bất kỳ hướng nào, bắn được nhiều mục tiêu cùng một lúc ngay trên lưng ngựa ở khoảng cách xa, ngay cả sau lưng, nổi bật là tiết mục "Hồi mã cung" (xoay người bắn ngược) được xem là đặc sản của các chiến sĩ Mông Cổ. Chiến thuật sử dụng cung kỵ của Thành Cát Tư Hãn cũng phát huy tối đa lợi thế với những yếu tố cơ động của ngựa Mông Cổ, cung ngắn, món vũ khí cùng vó ngựa Mông Cổ chinh phục thế giới.
Chiến thuật hồi mã cung có từ thời Thành Cát Tư Hãn, ông đã cải tiến chiến thuật bắn cung bộ binh truyền thống thành chiến thuật cung kỵ của riêng Mông Cổ. Theo đó, các nhóm cung kỵ Mông Cổ đều sẽ đi thành 2 hàng trước và sau. Trong lúc chiến đấu, hàng trước sẽ là hàng bắn tên, hàng sau sẽ là hàng nạp tên, 2 nhóm này sẽ đổi chỗ qua lại liên tục cho nhau để đảm bảo duy trì áp lực tên bắn lên đối thủ khiến họ phải che chắn làn mưa tên không ngớt từ mọi phía nên không biết được động thái tiếp theo của đội kỵ binh. Nếu bộ binh địch đứng co cụm, kỵ binh Mông Cổ sẽ lập tức thu kiếm, thay vào đó, họ chạy vòng quanh kẻ địch và xả tên liên tục. Chiến thuật này có ưu điểm là tận dụng ưu thế tốc độ vì tốc độ của cung kỵ quá nhanh để bộ binh có thể đuổi bắt và tái lập đội hình và một ưu điểm khác là lợi dụng tầm bắn vì tầm bắn của cung tên Mông Cổ dù ngắn vẫn có thể dễ dàng vượt qua được đội bộ binh sử dụng giáo dài vốn chuyên khắc chế kỵ binh.

## Ở Việt Nam

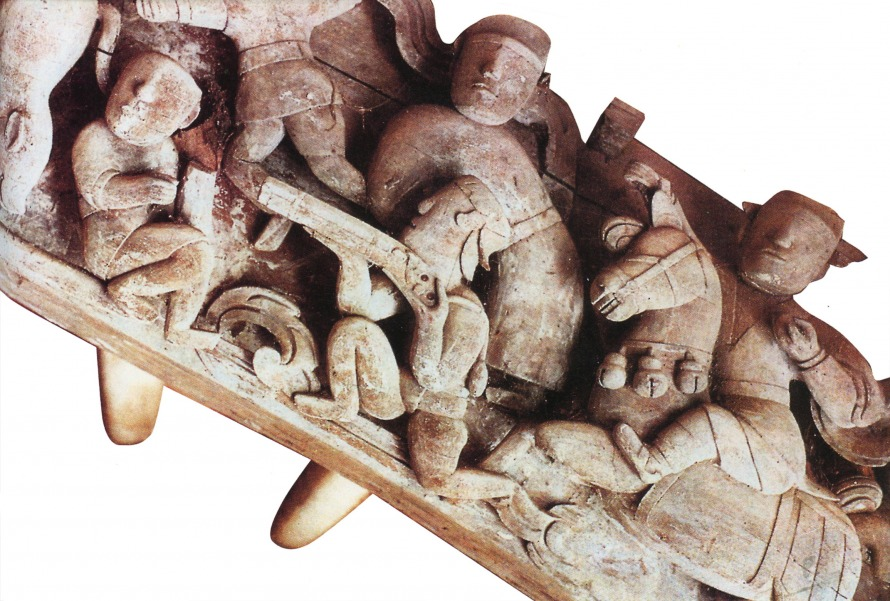
Kỵ xạ thế kỷ 17. Chạm gỗ cảnh săn hổ- đình Hạ Hiệp-Hà Tây.

Tại Việt Nam, từ thời Lý trở đi cưỡi ngựa bắn cung là môn mà tất cả quý tộc, bất kể văn võ đều phải thuần thục. Triều Lý cho xây xạ đình ở Nam Hoàng Thành để thanh niên quý tộc tập cưỡi, tập bắn, tập dàn trận. Các triều đại phong kiến Đại Việt về sau đều coi trọng bắn cung trên ngựa. Kỵ xạ bao giờ cũng là môn thi đầu tiên trong các ban võ nghệ của triều đình. Vào triều Nguyễn, cây cung được thay thế bằng cây súng, đến lúc này cưỡi ngựa bắn cung mới mai một. Ngày nay có địa phương như Đình Vồng (huyện Tân Yên, Bắc Giang) vẫn có tục đua ngựa bắn cung trong hội làng. Người ta treo nia lên 3 cây tre làm bia bắn. Kỵ xạ bắn trúng tâm cả ba bia được thưởng nhiễu điều đỏ quấn quanh cổ, gần giống với trong môn Yabusame của Nhật: người kỵ sĩ bắn trúng 3 bia được quấn quanh người 1 dải lụa trắng. Thời Lê Thánh Tông, trong 66 Ty ở Kinh đô, có 7 Ty cung nỏ, trong đó có Ty Kỵ Xạ, Ty Du Nỗ, Tráng Nỗ, Kính Nỗ, Thần Tý. Trong 51 Vệ ở kinh đô, có Vệ Kỵ Xạ chia làm 5 sở. Khi hỏa khí xuất hiện, kỵ xạ cũng dần dần mai một bởi hỏa khí dễ sử dụng, dễ chế tạo và có sức công phá vượt trội. Lê Quý Đôn ghi lại trong "Kiến văn tiểu lục" rằng nhà Lê Trung Hưng từ năm 1724 trở về sau vẫn còn có môn cưỡi ngựa bắn cung trong thi Bác Cử. Cung dùng hạng nặng, sức căng là 55 cân ta. Dựng ba cái đích đều cách xa 100 bộ. Thí sinh phải phóng nhanh, bắn 3 phát tên. Trúng 2 phát là hạng ưu, 1 phát cũng đỗ. Năm 1743 thêm quy định đường ngựa chạy phải cách bia 50 bộ. Nhưng trong "Thượng Kinh Phong Vật Chí", ông cho biết thời đại ông người ta đã bãi bỏ cưỡi ngựa bắn cung, và thay bằng nội dung cưỡi ngựa bắn súng trong khoa cử.